# Михайлов Михайло Васильович
Михайло Васильович Михайлов (листопад 1903, місто Тула, тепер Російська Федерація — ?) — радянський партійний та комсомольський діяч, секретар ЦК КП(б) Таджикистану. Член ЦВК Таджицької СРР.

## Життєпис
Народився в робітничій родині. Батько працював робітником Тульського збройового заводу, мати — працівницею Тульського патронного заводу.
З 1911 до 1914 року — учень початкового трирічного народного училище в Тулі. З 1914 до 1917 року навчався в Тульському художньо-ремісничому училищі (учень слюсаря), закінчив три курси.
У березні 1918—1919 роках — підручний слюсаря на Тульському збройовому заводі.
У 1919 році — слухач шестимісячної Тульської районної партійної школи І ступеня.
У 1919 — квітні 1921 року — слюсар-машинобудівник на Тульському збройовому заводі.
У квітні 1921 — квітні 1922 року — завідувач організаційного відділу Заріченського районного комітету комсомолу (РКСМ) у Тулі.
Член РКП(б) з квітня 1921 року.
У квітні 1922 — квітні 1923 року — завідувач організаційного відділу Тульського губернського комітету РКСМ.
У листопаді 1924 — квітні 1926 року — завідувач організаційного відділу ЦК ЛКСМ Туркменії.
У квітні 1926 — 1929 року — завідувач організаційного відділу Чарджуйського окружного комітету КП(б) Туркменії.
У 1929—1932 роках — заступник завідувача організаційного відділу Середньо-Азійського бюро ЦК ВКП(б).
10 липня 1932 — 7 січня 1934 року — 3-й секретар ЦК КП(б) Таджикистану.
З 1934 року — завідувач сільськогосподарського відділу ЦК КП(б) Таджикистану.
Подальша доля невідома.